# Ständige Impfkommission
Die Ständige Impfkommission, kurz STIKO (amtliche Bezeichnung: Ständige Impfkommission am Robert Koch-Institut), ist eine ehrenamtliche, derzeit 18-köpfige Expertengruppe in der Bundesrepublik Deutschland, die beim Robert Koch-Institut (RKI) in Berlin angesiedelt ist. Die Kommission trifft sich zweimal jährlich, um sich mit den gesundheitspolitisch wichtigen Fragen zu Schutzimpfungen und Infektionskrankheiten in Forschung und Praxis zu beschäftigen und entsprechende Empfehlungen (darunter auch den jeweils gültigen Impfkalender) herauszugeben. Die Empfehlungen der STIKO, die in der Regel jährlich im Epidemiologischen Bulletin des RKI veröffentlicht werden, dienen den Ländern als Vorlage für ihre öffentlichen Impfempfehlungen.

## Geschichte, Organisation und Rechtsgrundlage
Die STIKO wurde 1972 am damaligen Bundesgesundheitsamt (BGA) in Berlin eingerichtet. Nach der Wiedervereinigung erlangte das damalige Bundes-Seuchengesetz Gültigkeit in den Neuen Ländern, die STIKO wurde mit Experten aus den neuen Ländern erweitert. Die Gesundheitsministerkonferenz beschloss 1991, dass die Empfehlungen der STIKO offiziell in allen Ländern als Grundlage dienen sollen. Nach der Auflösung des BGA 1994 wurde die STIKO dem Robert Koch-Institut angegliedert. Sie gehört somit zum Geschäftsbereich des Bundesministeriums für Gesundheit.
Rechtsgrundlage für die Einrichtung der STIKO ist das Infektionsschutzgesetz (§ 20 Absatz 2 IfSG), sie wurde damit 2001 dort verankert. An den Sitzungen der Kommission dürfen neben den Mitgliedern der STIKO auch Experten des Bundes- und der Landesgesundheitsministerien, des Robert Koch-Instituts und des Paul-Ehrlich-Instituts in beratender Funktion teilnehmen.
Der Bundesgerichtshof entschied 2017, dass die STIKO Nutzen und Risiken von Impfungen beurteilen könne, die Impfempfehlungen gelten als „medizinischer Standard“.
Das Bundesgesundheitsministerium beschränkte 2023 die maximale Dauer der Berufung in die STIKO auf 9 Jahre bzw. 3 jeweils dreijährige Berufungsperioden. Diese Begrenzung haben 12 der gegenwärtigen 17 STIKO-Mitglieder bereits überschritten, darunter der damalige STIKO-Vorsitzende Thomas Mertens. Diese Mitglieder mussten die STIKO daher 2024 verlassen. Mitglieder der STIKO berichteten, sie seien von dieser Änderung „sehr überrascht worden“ und teilten dem Ministerium mit, dass diese Änderung „für die Qualität der Arbeit nicht gut“ sei. Seit März 2024 ist Reinhard Berner Vorsitzender der STIKO.

## Aufgaben
Aufgabe der Kommission ist es, auf wissenschaftlicher Grundlage Empfehlungen für die notwendigen Schutzimpfungen in Deutschland vorzubereiten. 1972 veröffentlichte sie als erste Empfehlung die Einhaltung bestimmter Abstände zwischen verschiedenen Impfungen. In den darauf folgenden Jahren gab die STIKO dann erste Impfempfehlungen für Masern (1974), Tollwut (1974) sowie Keuchhusten (1975) heraus, bis sie schließlich 1976 den ersten Impfkalender erstellte. Aufgrund der Bedeutung ihrer Impfempfehlungen wurde die STIKO mit dem Infektionsschutzgesetz ab dem Jahr 2001 gesetzlich verankert. Entsprechend der Zielsetzung des Infektionsschutzgesetzes sind dabei insbesondere Schutzimpfungen mit Bedeutung für den öffentlichen Gesundheitsschutz relevant. Aktuell äußert sich die Stiko auch zu den Impfungen anlässlich des Einsatzes der COVID-19-Impfstoffe.
Wirtschaftliche Kosten-Nutzen-Bewertungen gehören nicht zum gesetzlichen Auftrag der STIKO und sind keine primäre Entscheidungsgrundlage für Impfempfehlungen. Die Empfehlungen erfolgen insbesondere auf der Basis von Wirksamkeitsangaben und Informationen zu möglichen Impfrisiken sowie unter Einbeziehung der epidemiologischen Nutzen-Risiko-Abwägung (§ 1 Geschäftsordnung der Ständigen Impfkommission beim Robert Koch-Institut). Darüber hinaus entwickelt die STIKO Kriterien zur Abgrenzung einer üblichen Impfreaktion und einer über das übliche Maß hinausgehenden gesundheitlichen Schädigung.
Von der STIKO empfohlene Impfungen werden nach Umsetzung durch den Gemeinsamen Bundesausschuss (G-BA) in einer Richtlinie gem. § 92 Abs. 1 Satz 2 Nr. 15 SGB V von den Krankenkassen bezahlt (§ 20i Abs. 1 Satz 3 SGB V). Wenngleich die Empfehlungen der STIKO bisher weit überwiegend vom G-BA übernommen wurden, finden sich jedoch zum Teil leicht unterschiedliche Formulierungen und Unterschiede in den Richtlinien.

## Besetzung
Die Mitglieder werden für jeweils drei Jahre vom Bundesministerium für Gesundheit im Benehmen mit den obersten Landesgesundheitsbehörden in das Gremium berufen. Die Anzahl der Mitglieder ist gesetzlich nicht normiert.
Im Februar 2024 gab das Bundesgesundheitsministerium die Zusammensetzung des Gremiums für die nächste Dreijahresperiode bekannt. Neu ist die Erweiterung um die Expertise in den Bereichen Modellierung und Kommunikation.
Die neue STIKO kam am 12. und 13. März 2024 zu ihrer konstituierenden Sitzung zusammen und wählte dabei auch als Vorsitzenden Klaus Überla und als seine Stellvertreterin Marianne Röbl-Mathieu. Im Oktober 2024 legte Überla aus persönlichen und beruflichen Gründen seine Mitgliedschaft in der STIKO und damit auch den Vorsitz der Kommission nieder. Diesen übernahm Reinhard Berner.
Folgende Mitglieder gehören der Kommission an:
- Reinhard Berner (Vorsitzender), Klinik und Poliklinik für Kinder- und Jugendmedizin, Universitätsklinikum Carl Gustav Carus Dresden
- Marianne Röbl-Mathieu (stellvertretende Vorsitzende), Frauenarztpraxis, München
- Stefan Flasche, London School of Hygiene & Tropical Medicine
- Anja Kwetkat, Abteilung für Geriatrie und Palliativ-Medizin, Klinikum Osnabrück
- Berit Lange, Helmholtz-Zentrum für Infektionsforschung, Braunschweig
- Stefan Brockmann, Landesgesundheitsamt Baden-Württemberg
- Constanze Rossmann, Institut für Kommunikationswissenschaft und Medienforschung, Ludwig-Maximilians-Universität, München
- Christian Schönfeld, Reisemedizinische Beratung und Impfungen, Charité-Universitätsmedizin, Berlin
- Birgitta Weltermann, Institut für Hausarztmedizin, Universitätsklinikum Bonn
- Jörg Meerpohl, Cochrane Zentrum Deutschland, Freiburg
- Julia Tabatabai, Gemeinschaftspraxis, Scheden (Niedersachsen)
- Alexander Dalpke, Zentrum für Infektiologie, Universitätsklinikum Heidelberg
- Beate Müller, Institut für Allgemeinmedizin, Universitätsmedizin Köln
- Thomas Grünewald, Klinik für Infektions- und Tropenmedizin, Klinikum Chemnitz
- Ursula Wiedermann-Schmidt, Spezialambulanz für Impfungen, Reise- und Tropenmedizin Institut für Spezifische Prophylaxe und Tropenmedizin, Medizinische Universität Wien
- Gudrun Widders, Gesundheitsamt Berlin
- Horst von Bernuth, Sektion Immunologie und Infektiologie Klinik für Pädiatrie m.S. Pneumologie, Immunologie und Intensivmedizin Charité-Universitätsmedizin, Berlin
- Andrea Kaifie-Pechmann, Institut und Poliklinik für Arbeits-, Sozial- und Umweltmedizin Friedrich-Alexander-Universität Erlangen-Nürnberg

Nicht mehr Mitglied seit Oktober 2024: Klaus Überla, Virologisches Institut Klinische und Molekulare Virologie, Universitätsklinikum Erlangen
Von den insgesamt 18 Mitgliedern gehörten mit Jörg J. Meerpohl, Marianne Röbl-Mathieu, Gudrun Widders und Ursula Wiedermann vier bereits der vorherigen Kommission an.

## Kritik
In den Jahren 2007–2009 wurde den Mitgliedern der STIKO von einigen Kritikern mangelnde finanzielle Unabhängigkeit von der pharmazeutischen Industrie sowie mangelnde Transparenz bei Arbeitsweise und Nebentätigkeiten vorgeworfen.
Ende Oktober 2008 wurde auf die Vorwürfe reagiert und die Geschäftsordnung geändert, um Zweifel an der Unvoreingenommenheit zu beseitigen; außerdem soll verhindert werden, dass „persönliche Auffassungen, Interessenkonflikte oder Lobbyisten der Impfstoffhersteller Einfluss auf die Entscheidungen“ nehmen können. So müssen mittlerweile STIKO-Mitglieder vor jeder Sitzung alle möglichen Verbindungen zu Pharmakonzernen umfassend offenlegen. Bei Zweifel dürfen STIKO-Mitglieder nicht an der Beratung teilnehmen:

„Ein Mitglied, bei dem ein sonstiger Grund vorliegt, der geeignet ist, Misstrauen gegen eine unparteiische Amtsausübung zu rechtfertigen (Besorgnis der Befangenheit), darf insoweit nicht an der Beratung und Beschlussfassung der Kommission mitwirken.“

## StIKo Vet.
Seit 2008 gibt es im Berufsfeld der Veterinärmedizin eine Ständige Impfkommission Veterinärmedizin (StIKo Vet.), welche beim Bundesverband praktizierender Tierärzte e. V. angesiedelt ist und Impfempfehlungen für Pferde, Hunde, Katzen, Kaninchen, Frettchen usw. ausarbeitet.
In Deutschland sind von der Deutschen Reiterlichen Vereinigung (FN) für Turnierpferde Impf-Intervalle von sechs Monaten gegen Pferdeinfluenza und zwei Jahren gegen Tetanus vorgeschrieben. In der Schweiz ist vom Schweizerischen Verband für Pferdesport (SVPS) für Sportpferde die jährliche Wiederholungsimpfung gegen Pferdeinfluenza und Tetanus vorgeschrieben.
Im Jahre 2007 gab es im Landtag von Baden-Württemberg kritische Stimmen bezüglich der Impfvorschriften für Turnierpferde. Fachautoren hinterfragten die kurzen Impfintervalle am Beispiel von Pferden. Die Herpesimpfung für Pferde ist (Stand 2012) unter Medizinexperten nicht unumstritten.

## Impfkommissionen der Länder
Neben der STIKO haben einzelne Länder eigene Impfkommissionen eingerichtet.
- Bayerische Impfkommission[31]
- Bremer Impfkommission[32]
- Saarländische Impfkommission[33]
- Sächsische Impfkommission[34]
- Arbeitsgemeinschaft Impfen Rheinland-Pfalz (hervorgegangen aus der „Impfkommission Rheinland-Pfalz“ und dem „Arbeitskreis zur Koordinierung und Förderung des Impfwesens in Rheinland-Pfalz“)[35]